# Cleómenes II
Cleómenes II (†.309 a. C.) fue rey agíada de Esparta desde 369 a. C. hasta 309 a. C.
Hijo de Cleómbroto I y hermano de Agesípolis II, al que sucedió, su largo reinado se corresponde con una época de relativa paz, pero también de franco declive en el reino espartano, no teniendo ningún papel en la resistencia de Grecia a las ambiciones hegemónicas del rey Filipo II de Macedonia.
El hecho bélico más relevante del reinado fue la derrota de la coalición espartano-ateniense en la batalla de Mantinea contra el tebano Epaminondas, que tuvo lugar en el año 362 a. C.
A su muerte, en el 309 a. C., el trono agíada pasó a su nieto Areo I, ya que el hijo primogénito, Acrotato, ya había muerto, y el segundogénito, Cleónimo, estaba descartado de la línea sucesoria, porque los espartanos, según Plutarco, no se fiaban de él.